# Чемпіонат України з футболу 1993—1994: вища ліга (склади команд)
У складах клубів подано гравців, які провели щонайменше 1 гру в вищій лізі сезону 1993/94. Прізвища, імена та по батькові футболістів подані згідно з офіційним сайтом ФФУ.

## «Буковина» (Чернівці)
Головні тренери: Олександр Павленко (33 матчі), Віктор Матвієнко (1 матч)
| №            | Футболіст                        | Дата народження | Країна   | Ігри     | Голи     |
| Воротарі     | Воротарі                         | Воротарі        | Воротарі | Воротарі | Воротарі |
| ------------ | -------------------------------- | --------------- | -------- | -------- | -------- |
|              | Крапивкін Ігор Євгенійович       | 14 травня 1966  | Україна  | 15       | 17п      |
|              | Решетник Павло Миколайович       | 30 червня 1972  | Україна  | 21       | 34п      |
| Захисники    |                                  |                 |          |          |          |
|              | Євсєєв Василь Аркадійович        | 30 серпня 1962  | Україна  | 5        | 0        |
|              | Марков Віталій Олександрович     | 8 січня 1968    | Україна  | 17       | 0        |
|              | Олійник Віктор Борисович         | 30 серпня 1960  | Україна  | 33       | 4        |
|              | Павлов Володимир Вікторович      | 20 березня 1973 | Україна  | 30       | 0        |
|              | Руснак Іван Іванович             | 12 жовтня 1966  | Україна  | 16       | 0        |
|              | Швець Орест Зеновійович          | 18 квітня 1970  | Україна  | 6        | 0        |
|              | Шпірнов Роман Вікторович         | 20 березня 1973 | Україна  | 33       | 0        |
| Півзахисники |                                  |                 |          |          |          |
|              | Білоус Дмитро Іванович           | 14 вересня 1961 | Україна  | 32       | 1        |
|              | Бондарчук Василь Васильович      | 12 січня 1965   | Україна  | 20       | 0        |
|              | Бубісь Іван Антонович            | 17 січня 1965   | Україна  | 2        | 0        |
|              | Бурлака Сергій Васильович        | 12 червня 1970  | Україна  | 12       | 0        |
|              | Гамаль Сергій Миколайович        | 22 серпня 1976  | Україна  | 10       | 0        |
|              | Гуралик Володимир Степанович     | 4 лютого 1971   | Україна  | 17       | 0        |
|              | Задорожняк Василь Григорович     | 22 березня 1962 | Україна  | 12       | 2        |
|              | Заяць Вадим Григорович           | 1 червня 1974   | Україна  | 15       | 0        |
|              | Заруцький Олег Валентинович      | 16 січня 1973   | Україна  | 2        | 0        |
|              | Іванов Олександр Анатолійович    | 17 серпня 1973  | Україна  | 18       | 0        |
|              | Керстенюк Олег Володимирович     | 5 жовтня 1969   | Україна  | 31       | 1        |
|              | Козуб Ігор Романович             | 4 серпня 1969   | Україна  | 8        | 1        |
|              | Лесік Микола Андрійович          | 5 серпня 1972   | Україна  | 2        | 0        |
|              | Мігалатюк Ігор Володимирович     | 27 червня 1976  | Україна  | 1        | 0        |
|              | Таран Ігор Петрович              | 23 травня 1971  | Україна  | 6        | 1        |
|              | Федоров Леонід Володимирович     | 28 січня 1963   | Україна  | 32       | 2        |
| Нападники    |                                  |                 |          |          |          |
|              | Ірічук Павло Васильович          | 1 лютого 1970   | Україна  | 15       | 1        |
|              | Любинецький Сергій Святославович | 25 січня 1970   | Україна  | 1        | 0        |
|              | Тарасенко Юрій Васильович        | 15 квітня 1972  | Україна  | 1        | 0        |
|              | Унгурян Андрій Штефанович        | 13 липня 1974   | Україна  | 5        | 0        |
|              | Фінкель Борис Аркадійович        | 2 лютого 1968   | Україна  | 33       | 12       |

## «Верес» (Рівне)
Головні тренери: Михайло Дунець (28 матчів), Вячеслав Кобилецький (6 матчів)
| №            | Футболіст                          | Дата народження   | Країна   | Ігри     | Голи     |
| Воротарі     | Воротарі                           | Воротарі          | Воротарі | Воротарі | Воротарі |
| ------------ | ---------------------------------- | ----------------- | -------- | -------- | -------- |
|              | Квасніков Сергій Вікторович        | 12 червня 1960    | Україна  | 4        | 8п       |
|              | Сирота Святослав Анатолійович      | 1 жовтня 1970     | Україна  | 30       | 28п      |
| Захисники    |                                    |                   |          |          |          |
|              | Войтюк Олександр Ростиславович     | 5 січня 1965      | Україна  | 14       | 0        |
|              | Кабанець Ігор Леонідович           | 7 травня 1964     | Україна  | 4        | 0        |
|              | Книш Володимир Миколайович         | 7 березня 1970    | Україна  | 20       | 1        |
|              | Мічуда Сергій Миколайович          | 27 жовтня 1973    | Україна  | 4        | 0        |
|              | Новак Володимир Петрович           | 1 березня 1963    | Україна  | 32       | 0        |
|              | Харківщенко Ігор Олександрович     | 17 січня 1967     | Україна  | 17       | 1        |
|              | Цісельський Ігор Петрович          | 15 лютого 1960    | Україна  | 26       | 0        |
|              | Червоний Олександр Володимирович   | 1 вересня 1961    | Україна  | 28       | 1        |
| Півзахисники |                                    |                   |          |          |          |
|              | Горошинський Валерій Володимирович | 16 вересня 1964   | Україна  | 29       | 0        |
|              | Закотюк Микола Степанович          | 3 лютого 1975     | Україна  | 12       | 2        |
|              | Коротаєв Андрій Олексійович        | 22 січня 1963     | Україна  | 1        | 0        |
|              | Кучер Олег Миколайович             | 17 листопада 1971 | Україна  | 32       | 0        |
|              | Свистунов Олександр Вікторович     | 30 серпня 1973    | Україна  | 20       | 3        |
|              | Філімонов Денис Володимирович      | 4 січня 1971      | Україна  | 32       | 6        |
|              | Червоний Віктор Володимирович      | 5 березня 1966    | Україна  | 18       | 1        |
|              | Черних Геннадій Володимирович      | 24 січня 1961     | Україна  | 5        | 0        |
| Нападники    |                                    |                   |          |          |          |
|              | Вознюк Сергій Васильович           | 14 вересня 1974   | Україна  | 5        | 1        |
|              | Лаба Роман Романович               | 30 листопада 1966 | Україна  | 2        | 0        |
|              | Паляниця Олександр Віталійович     | 29 лютого 1972    | Україна  | 34       | 7        |
|              | Самардак Богдан Миколайович        | 25 березня 1963   | Україна  | 31       | 2        |
|              | Шапоренко Руслан Васильович        | 19 лютого 1973    | Україна  | 11       | 0        |
|              | Яворський Ігор Петрович            | 9 червня 1959     | Україна  | 21       | 7        |

## «Волинь» (Луцьк)
Головний тренер: Роман Покора
| №            | Футболіст                       | Дата народження   | Країна   | Ігри     | Голи     |
| Воротарі     | Воротарі                        | Воротарі          | Воротарі | Воротарі | Воротарі |
| ------------ | ------------------------------- | ----------------- | -------- | -------- | -------- |
|              | Байсарович Андрій Володимирович | 16 березня 1969   | Україна  | 5        | 4п       |
|              | Марчук Володимир Володимирович  | 21 березня 1967   | Україна  | 29       | 26п      |
| Захисники    |                                 |                   |          |          |          |
|              | Антонюк Володимир Георгійович   | 16 грудня 1958    | Україна  | 3        | 0        |
|              | Бенько Олег Іванович            | 21 жовтня 1969    | Україна  | 20       | 1        |
|              | Гула Олег Володимирович         | 31 січня 1965     | Україна  | 27       | 0        |
|              | Комзюк Ярослав Васильович       | 21 грудня 1970    | Україна  | 2        | 0        |
|              | Круковець Сергій Михайлович     | 1 липня 1973      | Україна  | 32       | 6        |
|              | Михайлів Євгеній Євгенійович    | 6 квітня 1974     | Україна  | 19       | 0        |
|              | Поліщук Анатолій Олегович       | 26 листопада 1967 | Україна  | 10       | 0        |
|              | Сарнавський Ігор Григорович     | 1 лютого 1968     | Україна  | 30       | 0        |
|              | Федюков Олег Іванович           | 13 грудня 1963    | Україна  | 32       | 1        |
| Півзахисники |                                 |                   |          |          |          |
|              | Богунов Сергій Анатолійович     | 1 серпня 1973     | Україна  | 33       | 3        |
|              | Височанський Ігор Броніславович | 3 травня 1968     | Україна  | 9        | 0        |
|              | Вовчук Любомир Євгенович        | 26 серпня 1969    | Україна  | 30       | 0        |
|              | Драницький Сергій Миколайович   | 1 червня 1974     | Україна  | 1        | 0        |
|              | Кірепко Анатолій Павлович       | 12 листопада 1973 | Україна  | 8        | 0        |
|              | Кіцак Віталій Михайлович        | 16 жовтня 1975    | Україна  | 1        | 0        |
|              | Нікітін Руслан Анатолійович     | 27 листопада 1972 | Україна  | 26       | 1        |
|              | Сомик Михайло Миколайович       | 9 квітня 1972     | Україна  | 1        | 0        |
|              | Федецький Андрій Стефанович     | 5 серпня 1958     | Україна  | 29       | 2        |
|              | Фігун Іван Михайлович           | 8 квітня 1970     | Україна  | 15       | 0        |
|              | Шевчук Віталій Іванович         | 1 серпня 1970     | Україна  | 34       | 4        |
| Нападники    |                                 |                   |          |          |          |
|              | Дикий Володимир Петрович        | 15 лютого 1962    | Україна  | 23       | 3        |
|              | Мозолюк Володимир Данилович     | 28 січня 1964     | Україна  | 30       | 6        |
|              | Пилипенко Василь Володимирович  | 1 липня 1970      | Україна  | 8        | 0        |
|              | Чачкін Андрій Валерійович       | 30 червня 1971    | Україна  | 2        | 0        |

## «Динамо» (Київ)
Головні тренери: Михайло Фоменко (17 матчів), Йожеф Сабо (17 матчів)
| №            | Футболіст                           | Дата народження  | Країна   | Ігри     | Голи     |
| Воротарі     | Воротарі                            | Воротарі         | Воротарі | Воротарі | Воротарі |
| ------------ | ----------------------------------- | ---------------- | -------- | -------- | -------- |
|              | Ковтун Андрій Олександрович         | 28 лютого 1968   | Україна  | 14       | 6п       |
|              | Кутєпов Ігор Миколайович            | 17 грудня 1965   | Україна  | 11       | 9п       |
|              | Шовковський Олександр Володимирович | 2 січня 1975     | Україна  | 9        | 6п       |
| Захисники    |                                     |                  |          |          |          |
|              | Безсмертний Анатолій Петрович       | 21 січня 1969    | Україна  | 8        | 0        |
|              | Ващук Владислав Вікторович          | 2 січня 1975     | Україна  | 24       | 0        |
|              | Деменко Максим Володимирович        | 21 березня 1976  | Україна  | 12       | 0        |
|              | Лужний Олег Романович               | 5 серпня 1968    | Україна  | 34       | 1        |
|              | Пономаренко Віталій Миколайович     | 23 січня 1969    | Україна  | 19       | 0        |
|              | Федоров Сергій Владиславович        | 18 лютого 1975   | Україна  | 1        | 0        |
|              | Хруслов Вячеслав Михайлович         | 18 березня 1962  | Україна  | 10       | 1        |
|              | Шматоваленко Сергій Сергійович      | 29 січня 1967    | Україна  | 27       | 0        |
| Півзахисники |                                     |                  |          |          |          |
|              | Анненков Андрій Михайлович          | 21 січня 1969    | Україна  | 13       | 1        |
|              | Ковалець Сергій Іванович            | 5 вересня 1968   | Україна  | 28       | 2        |
|              | Мізін Сергій Григорович             | 25 вересня 1972  | Україна  | 28       | 6        |
|              | Призетко Олександр Сергійович       | 31 січня 1971    | Україна  | 33       | 7        |
|              | Прудіус Владислав Миколайович       | 22 червня 1973   | Україна  | 13       | 1        |
|              | Топчієв Дмитро Миколайович          | 25 вересня 1966  | Україна  | 32       | 3        |
|              | Хомин Андрій Романович              | 24 травня 1968   | Україна  | 17       | 1        |
|              | Шаран Володимир Богданович          | 18 вересня 1971  | Україна  | 19       | 4        |
|              | Шкапенко Павло Леонідович           | 16 грудня 1972   | Україна  | 31       | 12       |
| Нападники    |                                     |                  |          |          |          |
|              | Гріцина Юрій Васильович             | 15 червня 1971   | Україна  | 10       | 0        |
|              | Джишкаріані Михайло Дмитрович       | 1 листопада 1969 | Грузія   | 13       | 1        |
|              | Зав'ялов Андрій Олександрович       | 2 січня 1971     | Україна  | 9        | 2        |
|              | Леоненко Віктор Євгенович           | 5 жовтня 1969    | Україна  | 24       | 15       |
|              | Мінтенко Віталій Георгійович        | 29 жовтня 1972   | Україна  | 12       | 2        |
|              | Ребров Сергій Станіславович         | 3 червня 1974    | Україна  | 10       | 2        |

## «Дніпро» (Дніпропетровськ)
Головний тренер: Микола Павлов
| №            | Футболіст                          | Дата народження   | Країна   | Ігри     | Голи     |
| Воротарі     | Воротарі                           | Воротарі          | Воротарі | Воротарі | Воротарі |
| ------------ | ---------------------------------- | ----------------- | -------- | -------- | -------- |
|              | Жилкін Геннадій Володимирович      | 3 серпня 1969     | Україна  | 1        | 2п       |
|              | Медін Микола Олександрович         | 4 травня 1972     | Україна  | 31       | 30п      |
|              | Перхун Сергій Володимирович        | 4 вересня 1977    | Україна  | 3        | 3п       |
| Захисники    |                                    |                   |          |          |          |
|              | Беженар Сергій Миколайович         | 9 серпня 1970     | Україна  | 30       | 5        |
|              | Головір Олег Віталійович           | 24 січня 1976     | Україна  | 3        | 0        |
|              | Дірявка Сергій Георгійович         | 18 квітня 1971    | Україна  | 25       | 0        |
|              | Яковенко Дмитро Олександрович      | 6 травня 1971     | Україна  | 20       | 0        |
| Півзахисники |                                    |                   |          |          |          |
|              | Авраменко Володимир Олександрович  | 20 березня 1974   | Україна  | 7        | 0        |
|              | Закарлюка Сергій Володимирович     | 17 серпня 1976    | Україна  | 3        | 0        |
|              | Захаров Олександр Вікторович       | 11 серпня 1969    | Україна  | 20       | 3        |
|              | Максимов Юрій Вільйович            | 8 грудня 1968     | Україна  | 31       | 8        |
|              | Михайленко Дмитро Станіславович    | 13 липня 1973     | Україна  | 32       | 7        |
|              | Павлюченко Костянтин Володимирович | 11 січня 1971     | Україна  | 6        | 1        |
|              | Петров Андрій Володимирович        | 22 грудня 1975    | Україна  | 3        | 0        |
|              | Полунін Андрій Вікторович          | 5 березня 1971    | Україна  | 31       | 4        |
|              | Похлебаєв Євген Васильович         | 25 листопада 1971 | Україна  | 32       | 3        |
|              | Фадеічев Андрій Станіславович      | 8 лютого 1973     | Україна  | 1        | 0        |
|              | Чернов Андрій Володимирович        | 21 жовтня 1976    | Україна  | 1        | 0        |
|              | Чорний Сергій Васильович           | 2 червня 1970     | Україна  | 10       | 0        |
|              | Чухлєба Олег Миколайович           | 5 листопада 1967  | Україна  | 14       | 0        |
| Нападники    |                                    |                   |          |          |          |
|              | Горілий Володимир Іванович         | 11 жовтня 1965    | Україна  | 21       | 0        |
|              | Думенко Сергій Валерійович         | 25 лютого 1968    | Україна  | 31       | 4        |
|              | Задорожний Сергій Михайлович       | 20 лютого 1976    | Україна  | 4        | 0        |
|              | Коваленко Сергій Григорович        | 22 грудня 1973    | Україна  | 8        | 1        |
|              | Коновалов Сергій Борисович         | 1 березня 1972    | Україна  | 34       | 13       |
|              | Котюк Андрій Валерійович           | 3 вересня 1976    | Україна  | 17       | 1        |
|              | Мороз Геннадій Григорович          | 27 березня 1975   | Україна  | 14       | 2        |
|              | Москвін Валентин Артурович         | 8 січня 1968      | Україна  | 10       | 1        |

## «Зоря-МАЛС» (Луганськ)
Головні тренери: Анатолій Шакун (21 матч), Володимир Кобзарєв (13 матчів)
| №            | Футболіст                        | Дата народження   | Країна   | Ігри     | Голи     |
| Воротарі     | Воротарі                         | Воротарі          | Воротарі | Воротарі | Воротарі |
| ------------ | -------------------------------- | ----------------- | -------- | -------- | -------- |
|              | Нікітін Андрій Дмитрович         | 8 січня 1972      | Україна  | 33       | 42п      |
|              | Серченко Валерій Анатолійович    | 15 серпня 1968    | Україна  | 1        | 4п       |
| Захисники    |                                  |                   |          |          |          |
|              | Александров Вадим Олексійович    | 21 травня 1969    | Україна  | 14       | 1        |
|              | Бєдний Володимир Анатолійович    | 6 вересня 1968    | Україна  | 20       | 0        |
|              | Кузнецов Ігор Васильович         | 21 червня 1968    | Україна  | 23       | 0        |
|              | Літвінов Геннадій Юрійович       | 9 січня 1964      | Україна  | 15       | 0        |
|              | Микитін Володимир Богданович     | 28 квітня 1970    | Україна  | 31       | 1        |
|              | Мозговий Олександр Іванович      | 20 жовтня 1968    | Україна  | 3        | 0        |
|              | Пінчук Костянтин Миколайович     | 24 грудня 1973    | Україна  | 17       | 0        |
|              | Різун Микола Леонідович          | 8 лютого 1974     | Україна  | 21       | 0        |
|              | Фокін Ігор Петрович              | 6 грудня 1965     | Україна  | 32       | 2        |
|              | Ярмолич Сергій Федорович         | 27 листопада 1963 | Україна  | 13       | 0        |
| Півзахисники |                                  |                   |          |          |          |
|              | Кара-Мустафа Дмитро Олексійович  | 30 жовтня 1972    | Україна  | 23       | 2        |
|              | Ковтун Віталій Анатолійович      | 6 березня 1965    | Україна  | 8        | 0        |
|              | Коробченко Олексій Юрійович      | 28 березня 1972   | Україна  | 33       | 8        |
|              | Кузнецов Віктор Вікторович       | 31 березня 1975   | Україна  | 10       | 0        |
|              | Курбатський Дмитро Володимирович | 17 січня 1971     | Україна  | 15       | 1        |
|              | Мухін Андрій Олександрович       | 31 січня 1975     | Україна  | 13       | 1        |
|              | Омельянович Сергій Леонідович    | 3 серпня 1977     | Україна  | 4        | 0        |
|              | Поведьонок Анатолій Геннадійович | 11 червня 1969    | Україна  | 13       | 1        |
|              | Шелаєв Олег Миколайович          | 5 листопада 1976  | Україна  | 8        | 0        |
| Нападники    |                                  |                   |          |          |          |
|              | Авдеєнко Юрій Петрович           | 24 листопада 1962 | Україна  | 6        | 0        |
|              | Аносов Микола Вікторович         | 13 грудня 1975    | Україна  | 8        | 1        |
|              | Гридюшко Олександр Станіславович | 28 січня 1964     | Україна  | 6        | 2        |
|              | Махонін Віталій Володимирович    | 18 грудня 1975    | Україна  | 12       | 1        |
|              | Мірошниченко Роман Іванович      | 25 березня 1973   | Україна  | 18       | 1        |
|              | Поляков Віталій Васильович       | 28 січня 1965     | Україна  | 7        | 0        |
|              | Поцхверія Михайло Іванович       | 12 серпня 1975    | Грузія   | 17       | 1        |
|              | Романенко Олександр Іванович     | 10 січня 1974     | Україна  | 11       | 0        |
|              | Смолянинов Олег Олексійович      | 5 січня 1959      | Україна  | 5        | 0        |
|              | Стебловський Андрій Миколайович  | 8 липня 1969      | Україна  | 16       | 1        |

## «Карпати» (Львів)
Головний тренер: Мирон Маркевич
| №            | Футболіст                        | Дата народження  | Країна   | Ігри     | Голи     |
| Воротарі     | Воротарі                         | Воротарі         | Воротарі | Воротарі | Воротарі |
| ------------ | -------------------------------- | ---------------- | -------- | -------- | -------- |
|              | Расулов Ельхан Афсар-огли        | 25 березня 1960  | Україна  | 13       | 12п      |
|              | Рогожкін Олександр Миколайович   | 17 лютого 1972   | Україна  | 3        | 4п       |
|              | Стронціцький Богдан Едуардович   | 13 січня 1968    | Україна  | 18       | 14п      |
| Захисники    |                                  |                  |          |          |          |
|              | Доценко Віктор Петрович          | 10 грудня 1975   | Україна  | 6        | 0        |
|              | Євтушок Олександр Васильович     | 11 жовтня 1970   | Україна  | 33       | 3        |
|              | Мазур Дмитро Анатолійович        | 17 березня 1967  | Україна  | 14       | 0        |
|              | Мокрицький Юрій Ярославович      | 16 жовтня 1970   | Україна  | 33       | 1        |
|              | Павлюх Іван Богданович           | 12 серпня 1976   | Україна  | 21       | 2        |
|              | Романишин Сергій Володимирович   | 3 вересня 1975   | Україна  | 7        | 0        |
|              | Чижевський Олександр Арсенійович | 27 травня 1971   | Україна  | 33       | 0        |
| Півзахисники |                                  |                  |          |          |          |
|              | Гамалій Іван Павлович            | 20 жовтня 1956   | Україна  | 20       | 1        |
|              | Гнатів Роман Михайлович          | 1 листопада 1973 | Україна  | 15       | 2        |
|              | Кенийз Михайло Михайлович        | 23 грудня 1968   | Україна  | 4        | 0        |
|              | Леськів Василь Іванович          | 20 грудня 1963   | Україна  | 3        | 1        |
|              | Петрик Анатолій Степанович       | 7 грудня 1963    | Україна  | 20       | 0        |
|              | Плотко Ігор Володимирович        | 9 червня 1966    | Україна  | 32       | 1        |
|              | Рафальчук Віктор Казимирович     | 30 травня 1962   | Україна  | 3        | 1        |
|              | Різник Володимир Йосипович       | 15 лютого 1966   | Україна  | 31       | 1        |
|              | Стельмах Михайло Андрійович      | 29 квітня 1966   | Україна  | 5        | 0        |
|              | Тупчиєнко Костянтин Веніамінович | 13 серпня 1970   | Україна  | 12       | 1        |
|              | Шулятицький Андрій Тарасович     | 8 червня 1969    | Україна  | 27       | 1        |
| Нападники    |                                  |                  |          |          |          |
|              | Амілехін Сергій Володимирович    | 12 червня 1974   | Україна  | 15       | 0        |
|              | Валенко Едуард Анатолійович      | 21 лютого 1960   | Україна  | 21       | 4        |
|              | Данилів Юрій Миколайович         | 27 січня 1967    | Україна  | 2        | 0        |
|              | Кардаш Василь Ярославович        | 14 січня 1973    | Україна  | 25       | 4        |
|              | Лапко Микола Романович           | 11 жовтня 1976   | Україна  | 1        | 0        |
|              | Малик Віталій Іванович           | 12 квітня 1972   | Україна  | 3        | 1        |
|              | Марич Роман Ростиславович        | 2 вересня 1977   | Україна  | 1        | 0        |
|              | Покладок Андрій Ярославович      | 21 червня 1971   | Україна  | 31       | 12       |
|              | Шулятицький Юрій Юрій-Йосипович  | 11 серпня 1970   | Україна  | 12       | 1        |

## «Кремінь» (Кременчук)
Головні тренери: Борис Стрєльцов (8 матчів), Тиберій Корпонай (9 матчів), Євген Рудаков (17 матчів)
| №            | Футболіст                       | Дата народження   | Країна     | Ігри     | Голи     |
| Воротарі     | Воротарі                        | Воротарі          | Воротарі   | Воротарі | Воротарі |
| ------------ | ------------------------------- | ----------------- | ---------- | -------- | -------- |
|              | Сіротін Павло Анатолійович      | 29 вересня 1967   | Киргизстан | 14       | 14п      |
|              | Чумак Юрій Олександрович        | 8 квітня 1962     | Україна    | 21       | 25п      |
| Захисники    |                                 |                   |            |          |          |
|              | Жениленко Вячеслав Миколайович  | 27 червня 1972    | Україна    | 19       | 0        |
|              | Корзанов Олександр Іванович     | 2 січня 1966      | Україна    | 12       | 0        |
|              | Лукаш Сергій Митрофанович       | 28 вересня 1963   | Україна    | 29       | 6        |
|              | Ратій Олег Борисович            | 5 липня 1970      | Україна    | 23       | 1        |
|              | Троїцький Сергій Геннадійович   | 14 листопада 1961 | Україна    | 32       | 0        |
|              | Хлань Володимир Володимирович   | 1 січня 1970      | Україна    | 16       | 1        |
| Півзахисники |                                 |                   |            |          |          |
|              | Алістаров Валерій Михайлович    | 28 листопада 1957 | Україна    | 12       | 1        |
|              | Гуменюк Ігор Іванович           | 24 вересня 1969   | Україна    | 19       | 0        |
|              | Дичко Володимир Вікторович      | 7 вересня 1972    | Україна    | 25       | 0        |
|              | Казьмирчук Олег Васильович      | 10 грудня 1968    | Киргизстан | 19       | 0        |
|              | Коновальчук Володимир Дмитрович | 23 листопада 1965 | Україна    | 32       | 5        |
|              | Корпонай Адальберт Тиберійович  | 18 квітня 1966    | Україна    | 25       | 2        |
|              | Крячик Євген Олександрович      | 9 вересня 1969    | Україна    | 14       | 0        |
|              | Лень Юрій Олександрович         | 30 квітня 1965    | Україна    | 23       | 0        |
|              | Мансуров Раміс Фарідович        | 20 жовтня 1973    | Україна    | 5        | 0        |
|              | Остроушко Вячеслав Валерійович  | 1 квітня 1972     | Україна    | 15       | 0        |
|              | Шерабоков Сергій Олексійович    | 15 травня 1972    | Україна    | 21       | 2        |
|              | Янковський Олександр Леонідович | 10 листопада 1969 | Україна    | 28       | 4        |
| Нападники    |                                 |                   |            |          |          |
|              | Піндєєв Олександр Валерійович   | 13 січня 1971     | Україна    | 17       | 0        |
|              | Федьков Андрій Юрійович         | 4 липня 1971      | Україна    | 25       | 4        |

## «Кривбас» (Кривий Ріг)
Головні тренери: Ігор Надєїн (16 матчів), Валентин Лактіонов (1 матч), Володимир Брухтій (17 матчів)
| №            | Футболіст                        | Дата народження | Країна      | Ігри     | Голи     |
| Воротарі     | Воротарі                         | Воротарі        | Воротарі    | Воротарі | Воротарі |
| ------------ | -------------------------------- | --------------- | ----------- | -------- | -------- |
|              | Бурлака Сергій Петрович          | 13 грудня 1970  | Україна     | 4        | 2п       |
|              | Воробйов Валерій Олександрович   | 14 січня 1970   | Україна     | 31       | 24п      |
| Захисники    |                                  |                 |             |          |          |
|              | Андрющенко Анатолій Анатолійович | 5 січня 1975    | Україна     | 2        | 0        |
|              | Анісімков Віктор Семенович       | 13 травня 1970  | Україна     | 2        | 0        |
|              | Козар Геннадій Васильович        | 23 вересня 1971 | Україна     | 30       | 0        |
|              | Куриленко Олексій Вікторович     | 29 серпня 1972  | Україна     | 20       | 4        |
|              | Мазур Сергій Миколайович         | 23 травня 1970  | Україна     | 1        | 0        |
|              | Носенко Владислав Валерійович    | 6 грудня 1970   | Азербайджан | 28       | 1        |
|              | Сисоєв Євген Васильович          | 27 травня 1968  | Україна     | 33       | 0        |
|              | Соловйов Сергій Миколайович      | 7 березня 1971  | Україна     | 20       | 0        |
| Півзахисники |                                  |                 |             |          |          |
|              | Лютий Владислав Олексійович      | 25 серпня 1970  | Україна     | 24       | 3        |
|              | Мазур Василь Миколайович         | 23 травня 1970  | Україна     | 33       | 0        |
|              | Пантілов Віталій Олексійович     | 18 серпня 1970  | Україна     | 34       | 5        |
|              | Приходько Геннадій Миколайович   | 14 серпня 1973  | Україна     | 29       | 0        |
|              | Салімов Фанас Нагімович          | 19 лютого 1964  | Казахстан   | 16       | 0        |
|              | Сівагін Олександр Валентинович   | 21 січня 1971   | Україна     | 1        | 0        |
|              | Шульга Владислав Іванович        | 21 вересня 1971 | Україна     | 25       | 0        |
| Нападники    |                                  |                 |             |          |          |
|              | Галєєв Гліб Далродович           | 5 квітня 1972   | Україна     | 2        | 0        |
|              | Громов Віктор Олексійович        | 3 лютого 1965   | Україна     | 32       | 4        |
|              | Литвиненко Ігор Миколайович      | 13 жовтня 1968  | Україна     | 4        | 0        |
|              | Мальцев Владислав Анатолійович   | 3 квітня 1975   | Україна     | 3        | 0        |
|              | Ніченко Ігор Григорович          | 18 квітня 1971  | Україна     | 30       | 6        |
|              | Попович Геннадій Іванович        | 9 лютого 1973   | Україна     | 12       | 0        |
|              | Яковенко Юрій Вікторович         | 19 грудня 1971  | Україна     | 27       | 2        |

## «Металіст» (Харків)
Головні тренери: Євген Лемешко (14 матчів), Олександр Довбій (12 матчів), Віктор Камарзаєв (8 матчів)
| №            | Футболіст                       | Дата народження   | Країна   | Ігри     | Голи     |
| Воротарі     | Воротарі                        | Воротарі          | Воротарі | Воротарі | Воротарі |
| ------------ | ------------------------------- | ----------------- | -------- | -------- | -------- |
|              | Горяінов Олександр Сергійович   | 29 червня 1975    | Україна  | 11       | 18п      |
|              | Долганський Сергій Миколайович  | 15 вересня 1974   | Україна  | 9        | 16п      |
|              | Савченко Володимир Миколайович  | 9 вересня 1973    | Україна  | 15       | 29п      |
| Захисники    |                                 |                   |          |          |          |
|              | Верещака Андрій Іванович        | 19 вересня 1976   | Україна  | 6        | 0        |
|              | Касторний Олег Вікторович       | 29 серпня 1970    | Україна  | 21       | 0        |
|              | Крячко Валентин Миколайович     | 27 січня 1958     | Україна  | 2        | 0        |
|              | Ланцфер Ярослав Йосипович       | 28 жовтня 1966    | Україна  | 10       | 0        |
|              | Майборода Сергій Іванович       | 22 червня 1971    | Україна  | 21       | 2        |
|              | Мустафаєв Асан Сеферович        | 11 травня 1965    | Україна  | 22       | 0        |
|              | Панчишин Іван Миколайович       | 15 червня 1961    | Україна  | 26       | 0        |
|              | Сидоркін Вячеслав Євгенович     | 1 лютого 1970     | Україна  | 14       | 0        |
|              | Черепенькин Микола Васильович   | 31 січня 1974     | Україна  | 2        | 0        |
|              | Чирва Олексій Володимирович     | 11 лютого 1972    | Україна  | 15       | 0        |
|              | Шинкарьов Андрій Вікторович     | 20 квітня 1970    | Україна  | 28       | 2        |
| Півзахисники |                                 |                   |          |          |          |
|              | Ашурбеков Ерік Магомедсалімович | 5 січня 1973      | Україна  | 17       | 1        |
|              | Баранов Олександр Іванович      | 29 квітня 1960    | Україна  | 4        | 0        |
|              | Безуглий Юрій Леонідович        | 6 серпня 1973     | Україна  | 11       | 1        |
|              | Грищенко Андрій Валентинович    | 3 жовтня 1974     | Україна  | 1        | 0        |
|              | Кірлік Андрій Яношевич          | 21 листопада 1974 | Україна  | 7        | 0        |
|              | Назаров Євгеній Миколайович     | 23 січня 1972     | Україна  | 30       | 0        |
|              | Пахомов Костянтин Миколайович   | 26 червня 1972    | Україна  | 5        | 0        |
|              | Селезньов Сергій Анатолійович   | 17 лютого 1975    | Україна  | 7        | 0        |
|              | Хомуха Дмитро Іванович          | 23 серпня 1969    | Україна  | 8        | 0        |
|              | Чупрін Дмитро Олександрович     | 25 вересня 1971   | Україна  | 6        | 0        |
|              | Шевченко Сергій Якович          | 15 травня 1960    | Україна  | 14       | 2        |
|              | Шищенко Сергій Юрійович         | 13 січня 1976     | Україна  | 27       | 2        |
|              | Яковенко Сергій Сергійович      | 10 травня 1975    | Україна  | 4        | 0        |
| Нападники    |                                 |                   |          |          |          |
|              | Аракелян Самвел Вашикторович    | 16 вересня 1965   | Вірменія | 3        | 0        |
|              | Єфімов Андрій Олександрович     | 18 серпня 1976    | Україна  | 7        | 0        |
|              | Карабута Олександр Петрович     | 3 березня 1974    | Україна  | 30       | 5        |
|              | Колесник Вадим Леонідович       | 12 березня 1967   | Україна  | 17       | 2        |
|              | Пушкуца Віталій Георгійович     | 13 липня 1974     | Україна  | 26       | 5        |
|              | Савенко Олександр Анатолійович  | 5 квітня 1970     | Україна  | 5        | 0        |
|              | Тарасов Юрій Іванович           | 5 квітня 1960     | Україна  | 20       | 0        |
|              | Циба Володимир Борисович        | 17 грудня 1963    | Україна  | 8        | 0        |

## «Металург» (Запоріжжя)
Головні тренери: Яніс Скределіс (8 матчів), Григорій Вуль (9 матчів), Анатолій Куксов (17 матчів)
| №            | Футболіст                       | Дата народження   | Країна   | Ігри     | Голи     |
| Воротарі     | Воротарі                        | Воротарі          | Воротарі | Воротарі | Воротарі |
| ------------ | ------------------------------- | ----------------- | -------- | -------- | -------- |
|              | Близнюк Ілля Владіславович      | 28 липня 1973     | Україна  | 17       | 22п      |
|              | Лутков Олег Анатолійович        | 15 травня 1966    | Україна  | 1        | 5п       |
|              | Сивуха Юрій Петрович            | 13 січня 1958     | Україна  | 16       | 22п      |
| Захисники    |                                 |                   |          |          |          |
|              | Біляй Анатолій Григорович       | 8 лютого 1968     | Україна  | 8        | 0        |
|              | Дуднік Юрій Володимирович       | 26 вересня 1968   | Україна  | 10       | 2        |
|              | Зайцев Сергій Ларіонович        | 13 квітня 1973    | Україна  | 16       | 0        |
|              | Зуєнко Микола Миколайович       | 11 жовтня 1972    | Україна  | 13       | 0        |
|              | Ключик Сергій Леонідович        | 27 серпня 1973    | Україна  | 31       | 0        |
|              | Максименко Андрій Юрійович      | 5 червня 1972     | Україна  | 22       | 0        |
|              | Маркін Юрій Володимирович       | 19 січня 1971     | Україна  | 25       | 1        |
|              | Педоренко Дмитро Петрович       | 6 травня 1976     | Україна  | 3        | 0        |
|              | Семенов Віталій Іванович        | 27 квітня 1972    | Україна  | 4        | 0        |
|              | Скрипник Віктор Анатолійович    | 19 листопада 1969 | Україна  | 32       | 4        |
|              | Хачатрян Вардан Барегалевич     | 29 жовтня 1968    | Вірменія | 12       | 0        |
| Півзахисники |                                 |                   |          |          |          |
|              | Братчиков Ігор Анатолійович     | 30 вересня 1961   | Україна  | 1        | 0        |
|              | Вараксін Кирило Олександрович   | 3 серпня 1974     | Латвія   | 15       | 2        |
|              | Гуральський Олександр Петрович  | 12 вересня 1971   | Україна  | 31       | 2        |
|              | Заярний Володимир Анатолійович  | 25 листопада 1970 | Україна  | 19       | 0        |
|              | Лучкевич Ігор Валерійович       | 19 листопада 1973 | Україна  | 32       | 0        |
|              | Наконечний Ігор Анатолійович    | 23 лютого 1960    | Україна  | 22       | 2        |
|              | Новосельцев Юрій Євгенович      | 26 березня 1964   | Україна  | 10       | 1        |
|              | Сич Олег Андрійович             | 19 липня 1960     | Україна  | 3        | 0        |
|              | Ткачук Валерій Андрійович       | 18 вересня 1963   | Україна  | 18       | 1        |
|              | Чайка Андрій Іванович           | 4 вересня 1969    | Україна  | 5        | 0        |
| Нападники    |                                 |                   |          |          |          |
|              | Борисенко Анатолій Анатолійович | 29 жовтня 1968    | Україна  | 6        | 1        |
|              | Бурхан Євген Юрійович           | 27 травня 1971    | Україна  | 13       | 0        |
|              | Морозов Сергій Миколайович      | 15 січня 1961     | Україна  | 4        | 0        |
|              | Петрик Олександр Геннадійович   | 25 січня 1963     | Україна  | 22       | 2        |
|              | Саприкін Євген Олександрович    | 18 квітня 1970    | Україна  | 16       | 5        |
|              | Севідов Олександр Володимирович | 18 липня 1969     | Україна  | 17       | 3        |
|              | Худяков Юрій Володимирович      | 16 лютого 1969    | Латвія   | 1        | 0        |

## «Нива» (Вінниця)
Головний тренер: Юхим Школьников
| №            | Футболіст                        | Дата народження   | Країна   | Ігри     | Голи     |
| Воротарі     | Воротарі                         | Воротарі          | Воротарі | Воротарі | Воротарі |
| ------------ | -------------------------------- | ----------------- | -------- | -------- | -------- |
|              | Циганков Віталій Вікторович      | 13 липня 1973     | Україна  | 13       | 23п      |
|              | Циткін Володимир Борисович       | 1 серпня 1966     | Україна  | 14       | 13п      |
|              | Шуховцев Ігор Вікторович         | 13 липня 1971     | Україна  | 7        | 9п       |
| Захисники    |                                  |                   |          |          |          |
|              | Гайдаржи Леонід Васильович       | 20 травня 1959    | Україна  | 16       | 1        |
|              | Герасимець Володимир Григорович  | 7 лютого 1970     | Україна  | 18       | 0        |
|              | Заєць Сергій Анатолійович        | 18 серпня 1969    | Україна  | 8        | 2        |
|              | Сапронов Сергій Валентинович     | 21 жовтня 1961    | Україна  | 30       | 0        |
|              | Синицький Олег Васильович        | 29 квітня 1968    | Україна  | 10       | 1        |
|              | Соботюк Сергій Анатолійович      | 12 листопада 1963 | Україна  | 27       | 0        |
|              | Тарасенко Віталій Іванович       | 29 липня 1961     | Україна  | 21       | 0        |
|              | Турчиненко Микола Іванович       | 23 квітня 1961    | Україна  | 26       | 1        |
|              | Хвоя Олег Михайлович             | 11 серпня 1971    | Україна  | 12       | 0        |
| Півзахисники |                                  |                   |          |          |          |
|              | Акбаров Едуард Ільдусович        | 7 жовтня 1964     | Україна  | 1        | 0        |
|              | Бровченко Віктор Валерійович     | 11 жовтня 1979    | Україна  | 1        | 0        |
|              | Будник Віктор Миколайович        | 3 листопада 1960  | Україна  | 15       | 0        |
|              | Горшков Олександр Вікторович     | 8 лютого 1970     | Україна  | 18       | 1        |
|              | Данилишин Віктор Богданович      | 17 січня 1965     | Україна  | 10       | 3        |
|              | Механошин Олександр Михайлович   | 14 липня 1971     | Україна  | 28       | 0        |
|              | Миколаєнко Юрій Петрович         | 28 вересня 1965   | Україна  | 27       | 7        |
|              | Надуда Олег Миколайович          | 23 лютого 1971    | Україна  | 31       | 8        |
|              | Рудий Віктор Володимирович       | 11 лютого 1962    | Україна  | 2        | 0        |
|              | Сініцин Андрій Вадимович         | 13 листопада 1972 | Україна  | 6        | 0        |
|              | Солов'єнко Юрій Леонідович       | 20 січня 1971     | Україна  | 26       | 0        |
| Нападники    |                                  |                   |          |          |          |
|              | Борисюк Андрій Віталійович       | 27 вересня 1975   | Україна  | 2        | 0        |
|              | Гайдук Олександр Володимирович   | 11 травня 1972    | Україна  | 16       | 4        |
|              | Косовський Віталій Владиславович | 11 серпня 1973    | Україна  | 29       | 6        |
|              | Нагорняк Сергій Миколайович      | 5 вересня 1971    | Україна  | 24       | 2        |
|              | Овчаренко Юрій Миколайович       | 25 квітня 1968    | Україна  | 22       | 1        |

## «Нива» (Тернопіль)
Головний тренер: Леонід Буряк
| №            | Футболіст                        | Дата народження   | Країна   | Ігри     | Голи     |
| Воротарі     | Воротарі                         | Воротарі          | Воротарі | Воротарі | Воротарі |
| ------------ | -------------------------------- | ----------------- | -------- | -------- | -------- |
|              | Нікітенко Юрій Миколайович       | 28 березня 1974   | Україна  | 3        | 0п       |
|              | Тяпушкін Дмитро Альбертович      | 12 серпня 1965    | Україна  | 34       | 26п      |
| Захисники    |                                  |                   |          |          |          |
|              | Бабій Олександр Миколайович      | 9 липня 1968      | Україна  | 9        | 0        |
|              | Василитчук Андрій Миколайович    | 13 липня 1965     | Україна  | 31       | 0        |
|              | Грегуль Валентин Миколайович     | 9 грудня 1973     | Україна  | 16       | 0        |
|              | Леженцев Сергій Борисович        | 4 серпня 1971     | Україна  | 31       | 1        |
|              | Огороднік Олександр Валентинович | 12 грудня 1972    | Україна  | 1        | 0        |
|              | Павлович Віктор Теодозійович     | 11 листопада 1974 | Україна  | 1        | 0        |
|              | Покідько Ігор Романович          | 15 лютого 1965    | Україна  | 7        | 0        |
|              | Сушка Ігор Володимирович         | 4 вересня 1969    | Україна  | 24       | 0        |
|              | Тернавський Владислав Михайлович | 2 травня 1969     | Росія    | 17       | 6        |
| Півзахисники |                                  |                   |          |          |          |
|              | Біскуп Ігор Іванович             | 11 серпня 1960    | Україна  | 33       | 3        |
|              | Гашкін Андрій Олександрович      | 6 грудня 1970     | Росія    | 16       | 4        |
|              | Дем'янчук Михайло Михайлович     | 15 листопада 1971 | Україна  | 34       | 4        |
|              | Козуб Ігор Романович             | 4 серпня 1969     | Україна  | 6        | 0        |
|              | Николайчук Матвій Михайлович     | 9 серпня 1974     | Україна  | 19       | 2        |
|              | Рудницький Віталій Павлович      | 4 грудня 1964     | Україна  | 10       | 0        |
|              | Тутиченко Дмитро Павлович        | 5 березня 1970    | Україна  | 29       | 0        |
|              | Шумський Віталій Іванович        | 17 травня 1972    | Україна  | 32       | 1        |
| Нападники    |                                  |                   |          |          |          |
|              | Корпонай Іван Тиберійович        | 13 лютого 1969    | Україна  | 28       | 4        |
|              | Лобас Володимир Демидович        | 6 березня 1970    | Україна  | 28       | 4        |
|              | Мочуляк Олег Леонідович          | 27 вересня 1974   | Україна  | 33       | 14       |

## «Таврія» (Сімферополь)
Головний тренер: Анатолій Заяєв
| №            | Футболіст                        | Дата народження   | Країна   | Ігри     | Голи     |
| Воротарі     | Воротарі                         | Воротарі          | Воротарі | Воротарі | Воротарі |
| ------------ | -------------------------------- | ----------------- | -------- | -------- | -------- |
|              | Левицький Максим Анатолійович    | 26 листопада 1972 | Україна  | 11       | 10п      |
|              | Петров Олександр Валерійович     | 10 березня 1959   | Україна  | 23       | 22п      |
|              | Шпак Олексій Андрійович          | 8 січня 1977      | Україна  | 1        | 2п       |
| Захисники    |                                  |                   |          |          |          |
|              | Алібаєв Сефер Енверович          | 5 травня 1968     | Україна  | 14       | 0        |
|              | Волков Ігор Миколайович          | 13 березня 1965   | Україна  | 29       | 6        |
|              | Головко Олександр Борисович      | 6 січня 1972      | Україна  | 30       | 1        |
|              | Дем'яненко Дмитро Володимирович  | 11 червня 1969    | Україна  | 11       | 0        |
|              | Драгунов Євген Іванович          | 13 лютого 1964    | Україна  | 17       | 0        |
|              | Ламтюгін Сергій Євгенович        | 1 січня 1977      | Україна  | 1        | 0        |
|              | Назаров Дмитро Аркадійович       | 3 серпня 1977     | Україна  | 1        | 0        |
|              | Пятенко Володимир Миколайович    | 9 вересня 1974    | Україна  | 17       | 0        |
| Півзахисники |                                  |                   |          |          |          |
|              | Авдєєв Олександр Борисович       | 23 березня 1972   | Україна  | 1        | 0        |
|              | Дзюбенко Геннадій Ігорович       | 21 вересня 1970   | Україна  | 25       | 2        |
|              | Єсін Сергій Олександрович        | 2 квітня 1975     | Україна  | 30       | 2        |
|              | Задов Михайло Адамович           | 20 лютого 1975    | Україна  | 2        | 0        |
|              | Коробов Сергій Миколайович       | 20 травня 1972    | Україна  | 2        | 0        |
|              | Кундєнок Геннадій Миколайович    | 6 жовтня 1976     | Україна  | 4        | 0        |
|              | Кузнецов Олексій Миколайович     | 31 березня 1975   | Україна  | 2        | 0        |
|              | Никифоров Андрій Вікторович      | 23 січня 1969     | Україна  | 8        | 0        |
|              | Опарін Андрій Станіславович      | 27 травня 1968    | Україна  | 30       | 1        |
|              | Осіпов Олексій Рудольфович       | 2 листопада 1975  | Україна  | 3        | 0        |
|              | Росляков Андрій Вячеславович     | 25 серпня 1969    | Україна  | 30       | 0        |
|              | Скідан Геннадій Вікторович       | 24 липня 1973     | Україна  | 12       | 0        |
|              | Фенін Юрій Анатолійович          | 28 березня 1977   | Україна  | 3        | 0        |
|              | Шутов Олександр Валентинович     | 12 червня 1975    | Україна  | 1        | 0        |
| Нападники    |                                  |                   |          |          |          |
|              | Антюхін Олексій Володимирович    | 25 листопада 1971 | Україна  | 22       | 10       |
|              | Артюхов Федір Анатолійович       | 28 січня 1977     | Україна  | 1        | 0        |
|              | Гайдаш Олександр Миколайович     | 7 серпня 1967     | Україна  | 3        | 2        |
|              | Голубка Петро Михайлович         | 28 серпня 1972    | Україна  | 7        | 0        |
|              | Духновський Ігор Олександрович   | 17 травня 1972    | Україна  | 21       | 0        |
|              | Кундєнок Олександр Миколайович   | 11 листопада 1973 | Україна  | 29       | 3        |
|              | Мартинов Володимир Володимирович | 6 квітня 1976     | Україна  | 7        | 0        |
|              | Устименко Максим Вікторович      | 18 червня 1974    | Україна  | 9        | 0        |
|              | Фурсов Володимир Володимирович   | 3 січня 1970      | Україна  | 21       | 8        |
|              | Шейхаметов Толят Абдулганієвич   | 24 квітня 1966    | Україна  | 15       | 3        |
|              | Шеметєв Олександр Васильович     | 13 жовтня 1971    | Україна  | 11       | 3        |

## «Темп» (Шепетівка)
Головний тренер: Леонід Ткаченко
| №            | Футболіст                      | Дата народження   | Країна   | Ігри     | Голи     |
| Воротарі     | Воротарі                       | Воротарі          | Воротарі | Воротарі | Воротарі |
| ------------ | ------------------------------ | ----------------- | -------- | -------- | -------- |
|              | Боженко Вадим Владиславович    | 25 лютого 1970    | Україна  | 2        | 4п       |
|              | Жоржоліані Гоча Теймурович     | 27 вересня 1965   | Грузія   | 9        | 9п       |
|              | Колесов Олег Анатолійович      | 15 лютого 1969    | Україна  | 23       | 25п      |
| Захисники    |                                |                   |          |          |          |
|              | Аваков Арсен Георгійович       | 28 травня 1971    | Україна  | 30       | 4        |
|              | Деревінський Олег Михайлович   | 17 липня 1966     | Україна  | 25       | 1        |
|              | Колоколов Руслан Миколайович   | 11 березня 1966   | Україна  | 20       | 0        |
|              | Марцун Олександр Миколайович   | 15 серпня 1972    | Україна  | 15       | 0        |
|              | Ролевич Олександр Георгійович  | 16 березня 1965   | Україна  | 5        | 0        |
|              | Романов Юрій Володимирович     | 5 листопада 1963  | Україна  | 32       | 0        |
|              | Сусло Віктор Володимирович     | 15 січня 1961     | Україна  | 6        | 0        |
|              | Тімощук Ігор Іванович          | 2 січня 1966      | Україна  | 13       | 0        |
|              | Чіхрадзе Георгій Олександрович | 1 жовтня 1967     | Грузія   | 30       | 1        |
| Півзахисники |                                |                   |          |          |          |
|              | Брунджадзе Ніязі Ізетович      | 15 квітня 1964    | Грузія   | 14       | 2        |
|              | Габіскірія Юрій Важикович      | 1 вересня 1968    | Грузія   | 30       | 4        |
|              | Гомонов Сергій Анатолійович    | 29 червня 1961    | Україна  | 32       | 0        |
|              | Капанадзе Автанділ Давидович   | 1 грудня 1962     | Грузія   | 29       | 0        |
|              | Капанадзе Таріел Давидович     | 1 грудня 1962     | Грузія   | 29       | 8        |
|              | Кривченко Юрій Михайлович      | 19 жовтня 1966    | Україна  | 1        | 0        |
|              | Ралюченко Сергій Петрович      | 13 листопада 1962 | Україна  | 34       | 3        |
|              | Чайка Олег Миколайович         | 30 жовтня 1965    | Україна  | 2        | 0        |
|              | Яловський Віктор Михайлович    | 1 серпня 1965     | Україна  | 26       | 0        |
| Нападники    |                                |                   |          |          |          |
|              | Кондратьев Георгій Петрович    | 7 січня 1960      | Білорусь | 3        | 1        |
|              | Коляда Ігор Васильович         | 7 листопада 1964  | Україна  | 1        | 0        |
|              | Никончук Валентин Іванович     | 9 лютого 1972     | Україна  | 27       | 2        |
|              | Скаченко Сергій Вікторович     | 18 листопада 1972 | Україна  | 28       | 13       |

## «Торпедо» (Запоріжжя)
Головні тренери: Віктор Матвієнко (17 матчів), Віктор Маслов (11 матчів), Ігор Надєїн (6 матчів)
| №            | Футболіст                       | Дата народження | Країна   | Ігри     | Голи     |
| Воротарі     | Воротарі                        | Воротарі        | Воротарі | Воротарі | Воротарі |
| ------------ | ------------------------------- | --------------- | -------- | -------- | -------- |
|              | Глущенко Андрій Олександрович   | 18 березня 1974 | Україна  | 4        | 5п       |
|              | Ногін Олександр Васильович      | 10 грудня 1970  | Україна  | 31       | 34п      |
| Захисники    |                                 |                 |          |          |          |
|              | Бондаренко Юрій Володимирович   | 14 січня 1972   | Україна  | 15       | 1        |
|              | Бурхан Кирило Юрійович          | 26 грудня 1976  | Україна  | 5        | 0        |
|              | Мошевич Ігор Володимирович      | 14 травня 1971  | Україна  | 4        | 0        |
|              | Нефедов Олександр Миколайович   | 28 грудня 1966  | Україна  | 29       | 0        |
|              | Смірнов Денис Анатолійович      | 18 червня 1975  | Україна  | 3        | 0        |
|              | Соболь Олександр Іванович       | 19 січня 1968   | Україна  | 9        | 0        |
|              | Сорокалєт Олександр Іванович    | 16 квітня 1957  | Україна  | 12       | 0        |
|              | Султанов Ельман Байрамович      | 6 вересня 1974  | Україна  | 8        | 0        |
|              | Сумцов Олег Володимирович       | 18 серпня 1974  | Україна  | 3        | 0        |
|              | Черкун Ігор Валентинович        | 17 лютого 1965  | Україна  | 33       | 0        |
| Півзахисники |                                 |                 |          |          |          |
|              | Андрощук Олександр Анатолійович | 21 вересня 1969 | Україна  | 1        | 0        |
|              | Багмут Володимир Миколайович    | 21 лютого 1962  | Україна  | 24       | 5        |
|              | Бонецький Сергій Романович      | 28 березня 1964 | Україна  | 15       | 4        |
|              | Волков Олександр Миколайович    | 10 лютого 1961  | Україна  | 28       | 0        |
|              | Гузенко Андрій Леонідович       | 19 лютого 1973  | Україна  | 16       | 2        |
|              | Єсипов Олександр Геннадійович   | 14 вересня 1965 | Україна  | 10       | 0        |
|              | Кузнецов Віктор Михайлович      | 8 січня 1961    | Україна  | 6        | 0        |
|              | Марченко Андрій Вікторович      | 4 жовтня 1968   | Україна  | 13       | 1        |
|              | Паламарчук Олександр Михайлович | 9 червня 1971   | Україна  | 2        | 0        |
|              | Савенчук Олександр Михайлович   | 9 травня 1975   | Україна  | 4        | 0        |
|              | Сучко Владислав Вікторович      | 4 січня 1971    | Україна  | 3        | 0        |
|              | Якименко Олексій Володимирович  | 22 жовтня 1974  | Україна  | 12       | 0        |
| Нападники    |                                 |                 |          |          |          |
|              | Бондаренко Роман Дмитрійович    | 14 серпня 1966  | Україна  | 32       | 5        |
|              | Вєтров Олег Миколайович         | 7 березня 1970  | Україна  | 25       | 4        |
|              | Горобець Дмитро Іванович        | 10 серпня 1974  | Україна  | 12       | 1        |
|              | Жигулін Спартак Володимирович   | 25 травня 1971  | Україна  | 33       | 1        |
|              | Заєць Олександр Леонідович      | 23 березня 1962 | Україна  | 15       | 0        |
|              | Зайченко Юрій Володимирович     | 21 березня 1973 | Україна  | 14       | 1        |
|              | Зінич Володимир Миколайович     | 7 вересня 1968  | Україна  | 6        | 1        |
|              | Полулях Вячеслав Владиславович  | 14 січня 1970   | Україна  | 24       | 0        |
|              | Рахаєв Ігор Володимирович       | 26 травня 1973  | Україна  | 4        | 0        |

## «Чорноморець» (Одеса)
Головний тренер: Віктор Прокопенко
| №            | Футболіст                         | Дата народження | Країна   | Ігри     | Голи     |
| Воротарі     | Воротарі                          | Воротарі        | Воротарі | Воротарі | Воротарі |
| ------------ | --------------------------------- | --------------- | -------- | -------- | -------- |
|              | Немодрук Євген Анатолійович       | 29 квітня 1972  | Україна  | 2        | 0п       |
|              | Суслов Олег Анатолійович          | 2 січня 1969    | Україна  | 34       | 23п      |
| Захисники    |                                   |                 |          |          |          |
|              | Бондаренко Олександр Миколайович  | 29 червня 1966  | Україна  | 11       | 0        |
|              | Букель Юрій Олександрович         | 22 червня 1971  | Україна  | 33       | 0        |
|              | Булигін-Шрамко Сергій Віталійович | 4 жовтня 1974   | Україна  | 16       | 0        |
|              | Парфьонов Дмитро Володимирович    | 11 вересня 1974 | Україна  | 32       | 3        |
|              | Скиш Віталій Володимирович        | 23 серпня 1971  | Україна  | 10       | 0        |
|              | Смотрич Юрій Іванович             | 5 червня 1962   | Україна  | 15       | 0        |
|              | Телесненко Андрій Васильович      | 12 квітня 1966  | Україна  | 22       | 1        |
| Півзахисники |                                   |                 |          |          |          |
|              | Богатир Віктор Миколайович        | 11 травня 1969  | Україна  | 29       | 3        |
|              | Єремеєв Вячеслав Миколайович      | 29 березня 1970 | Україна  | 20       | 5        |
|              | Жабченко Ігор Валентинович        | 1 липня 1968    | Україна  | 32       | 5        |
|              | Корнієць Ігор Васильович          | 14 липня 1967   | Україна  | 28       | 0        |
|              | Кошелюк Олег Борисович            | 7 вересня 1969  | Україна  | 11       | 0        |
|              | Романчук Руслан Володимирович     | 12 жовтня 1974  | Україна  | 28       | 1        |
|              | Сак Юрій Миколайович              | 3 січня 1967    | Україна  | 16       | 0        |
|              | Яблонський Віктор Вікторович      | 6 січня 1970    | Україна  | 17       | 0        |
| Нападники    |                                   |                 |          |          |          |
|              | Гусейнов Тімєрлан Рустамович      | 24 січня 1968   | Україна  | 33       | 18       |
|              | Кулик Костянтин Анатолійович      | 14 червня 1970  | Україна  | 28       | 4        |
|              | Лебідь Володимир Анатолійович     | 17 серпня 1973  | Україна  | 10       | 2        |
|              | Парахневич Віталій Валерійович    | 4 травня 1969   | Україна  | 24       | 8        |

## «Шахтар» (Донецьк)
Головний тренер: Валерій Яремченко
| №            | Футболіст                           | Дата народження   | Країна     | Ігри     | Голи     |
| Воротарі     | Воротарі                            | Воротарі          | Воротарі   | Воротарі | Воротарі |
| ------------ | ----------------------------------- | ----------------- | ---------- | -------- | -------- |
|              | Гаврилов Володимир Миколайович      | 16 липня 1960     | Україна    | 2        | 1п       |
|              | Кураєв Андрій Вадимович             | 19 грудня 1972    | Україна    | 3        | 3п       |
|              | Шутков Дмитро Анатолійович          | 3 квітня 1972     | Україна    | 29       | 28п      |
| Захисники    |                                     |                   |            |          |          |
|              | Коваль Олександр Миколайович        | 3 травня 1974     | Україна    | 28       | 0        |
|              | Малєванов Олександр Васильович      | 13 лютого 1974    | Україна    | 7        | 0        |
|              | Попов Сергій Олександрович          | 22 квітня 1971    | Україна    | 28       | 3        |
|              | Смігунов Віктор Іванович            | 28 січня 1962     | Україна    | 30       | 1        |
|              | Узаков Руслан Яркулович             | 6 березня 1967    | Узбекистан | 3        | 0        |
|              | Филипенко Павло Олексійович         | 27 квітня 1974    | Україна    | 2        | 0        |
|              | Щербина Ігор Миколайович            | 4 травня 1971     | Україна    | 6        | 0        |
| Півзахисники |                                     |                   |            |          |          |
|              | Бєліченко Юрій Олександрович        | 13 грудня 1964    | Україна    | 29       | 5        |
|              | Ковальов Сергій Миколайович         | 22 листопада 1971 | Україна    | 2        | 0        |
|              | Купцов Андрій Сергійович            | 23 січня 1971     | Україна    | 24       | 0        |
|              | Леонов Ігор Іванович                | 14 вересня 1967   | Україна    | 29       | 1        |
|              | Матвєєв Олег Юрійович               | 18 серпня 1970    | Україна    | 27       | 17       |
|              | Онопко Сергій Савелійович           | 26 жовтня 1973    | Україна    | 33       | 12       |
|              | Орбу Геннадій Григорович            | 23 липня 1970     | Україна    | 32       | 2        |
|              | Ященко Сергій Володимирович         | 28 червня 1959    | Україна    | 33       | 0        |
| Нападники    |                                     |                   |            |          |          |
|              | Ателькін Сергій Валерійович         | 8 січня 1972      | Україна    | 27       | 11       |
|              | Воскобойник Олександр Володимирович | 26 січня 1976     | Україна    | 24       | 3        |
|              | Кривенцов Валерій Сергійович        | 31 липня 1973     | Україна    | 29       | 8        |
|              | Столовицький Ігор Михайлович        | 29 серпня 1969    | Україна    | 22       | 1        |